# Glaciar de Pré de Bar
El glaciar de Pré de Bar (en italiano: Ghiacciaio di Pré de Bar) es un glaciar que forma parte del macizo del Mont Blanc, sobre la vertiente valdostana.
Se extiende sobre una superficie de 340 hectáreas, en val Ferret (municipio de Courmayeur).
Se encuentra rodeado por cimas muy importantes:
- Aiguille de Triolet - 3.874 m s. n. m.
- Punta de Pré de Bar - 3.659 m
- Mont Dolent - 3.819 m
- Mont Grapillon - 3.576 m

Su longitud es de alrededor de 3,9 km, está expuesto al sudeste, su altitud mínima es de 2.150 metros y su altitud máxima es de 3.750 m.